# Koreisha
Kōreisha (高齢者マーク, indicativo de veículo de idoso) é o indicativo usado na lei de trânsito do Japão para indicar a presença de uma pessoa idosa ao volante.

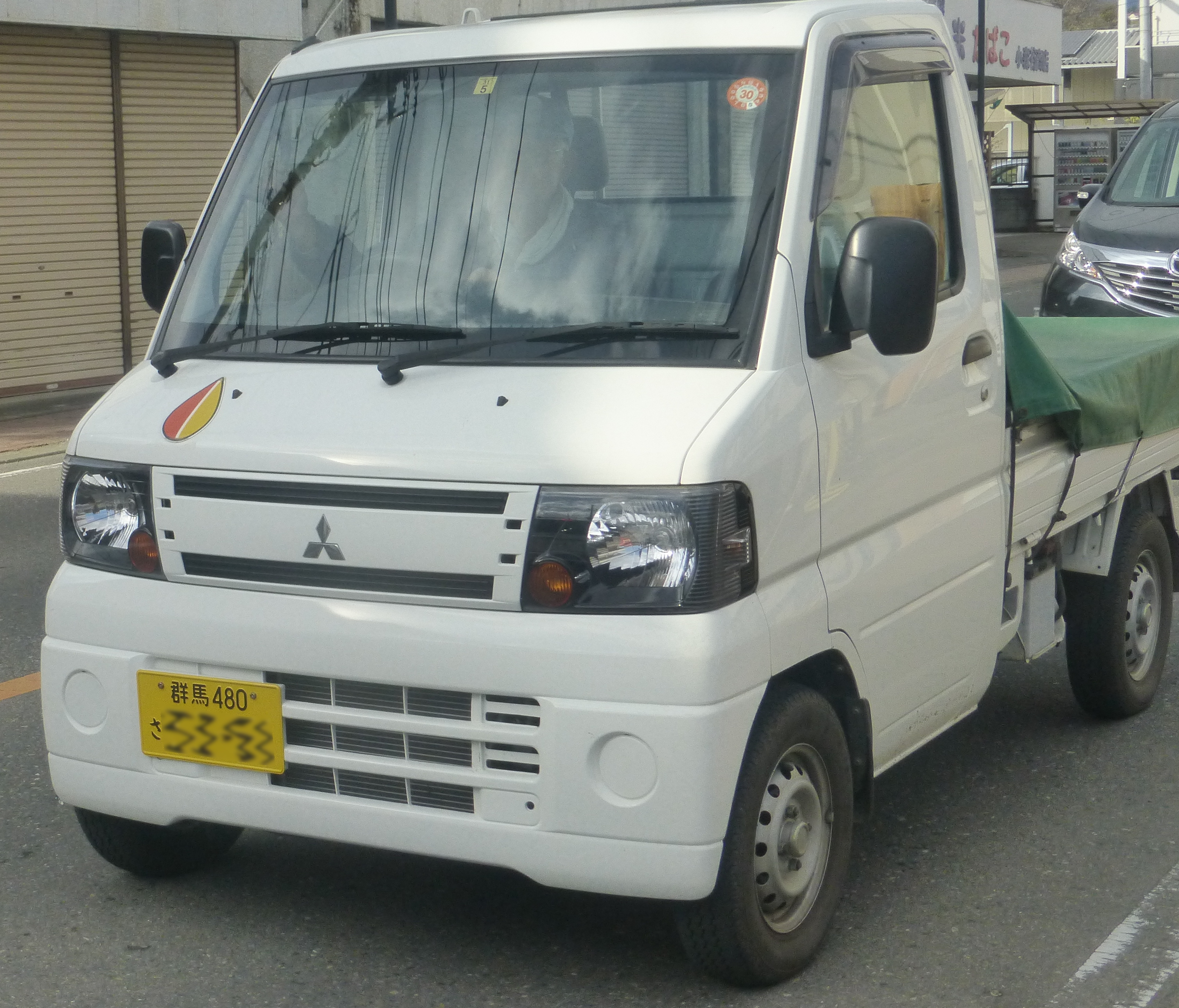
A marca koreisha anterior em um microveículo de transporte de carga (kei car) em 2017.

A lei recomenda que as pessoas entre 70 e 75 anos de idade usem essa marca na frente e na traseira do automóvel. Os motoristas acima de 75 anos são obrigados a exibir o distintivo.
Analogamente, a marca shoshinsha distingue os motoristas novatos. O objetivo dessas marcas é advertir os demais motoristas que o motorista em questão possui dificuldades ou limitações em sua habilidade, tanto pela inexperiência, quanto pela idade avançada.

## Descrição
O sistema foi criado em 1997; até janeiro de 2011, seu formato era uma gota laranja e amarela e como tal foi apelidada "marca momiji" (紅葉マーク, marca da folha de outono). 
Em 1 de fevereiro de 2011 o formato foi mudado para uma figura com quatro folhas.

## Galeria

A marca koreisha anterior, em uso de 1997 a janeiro de 2011
A atual marca Koreisha, em uso desde fevereiro de 2011